# Gouvernement réformé de la république de Chine
1938–1940
Entités précédentes :
- République de Chine
- Municipalité de la Grande Voie de Shanghai

Entités suivantes :
- Gouvernement national réorganisé de la république de Chine

Le gouvernement réformé de la république de Chine (chinois : 中華民國維新政府 ; pinyin : Zhōnghuá Mínguó Wéixīn Zhèngfǔ) est un gouvernement fantoche chinois créé par le Japon, qui exista de 1938 à 1940, pendant la seconde guerre sino-japonaise. Le régime avait peu d'autorité et de soutien populaire, et il n'a reçu aucune reconnaissance internationale, même pas celle du Japon. Il a duré seulement deux ans avant d'être intégré, avec le gouvernement provisoire de Pékin, dans le gouvernement de Nankin dirigé par Wang Jingwei. Au vu de l'étendue des pouvoirs de l'occupant japonais et de la faiblesse des siens propres, ce gouvernement n'était guère plus qu'une extension de l'administration militaire japonaise.

## Contexte historique
Après le retrait des forces du Kuomintang défaites fin 1937 lors de la bataille de Nankin, le quartier général impérial japonais autorisa la création d'un gouvernement collaborateur, pour servir d'administration locale dans le centre et le sud de la Chine occupée. Le nord du pays était déjà sous une administration distincte, le gouvernement provisoire de la république de Chine, installé à Pékin en décembre.
Dès ce moment, l'armée régionale japonaise de Chine centrale commença à prévoir la mise en place d'un gouvernement fantoche dans la région du delta du Yangzi. Plusieurs documents furent rédigés pour détailler le financement et les objectifs économiques et politiques du futur régime, ainsi que la fusion à venir du gouvernement provisoire avec celui-ci. La priorité était de trouver des dirigeants politiques et militaires à installer au sein du gouvernement.

## Un régime éphémère
Le premier candidat pour le fauteuil présidentiel fut Tang Shaoyi, ancien dirigeant du Kuomintang et opposant à Chiang Kaï-shek. Il était disposé à remplir le rôle mais, n'étant pas parvenu à accéder à sa requête d'unir le gouvernement provisoire sous sa direction, les Japonais décidèrent d'attendre avant de le placer. Tang Shaoyi fut assassiné peu de temps après, en septembre 1938.
L'état-major japonais finit par négocier avec Liang Hongzhi, un ancien dirigeant de la clique de l'Anhui de l'époque des seigneurs de guerre, dans les débuts de la république de Chine. Lui et d'autres recrues se rencontrèrent à Tokyo, et il fut décidé lors d'une réunion le 19 février 1938 que le régime conserverait le drapeau et l'hymne de la République chinoise.
Le gouvernement réformé de la république de Chine fut officiellement établi, sous la présidence de Liang Hongzhi, le 28 mars 1938. Son autorité s'étendait aux provinces du Jiangsu, de l'Anhui et du Zhejiang, et comprenait les villes de Nankin et Shanghai, dont il absorba l'administration précédente. Le manifeste du régime dénonçait le gouvernement du Kuomintang, remerciait l'allié japonais pour avoir « sauvé » la Chine et affirmait qu'un gouvernement réformé était la seule solution. Les activités du gouvernement étaient soigneusement limitées et supervisées par des « conseillers » issus du corps expéditionnaire japonais ; l'échec des Japonais à donner une crédibilité réelle au gouvernement réformé le discrédita aux yeux des habitants, ce qui en fit un instrument de propagande limité pour les autorités.
Le 30 mars 1940, le régime fusionna avec le gouvernement provisoire de Pékin pour devenir le gouvernement national réorganisé de la république de Chine, et Liang Hongzhi céda sa place à Wang Jingwei.

## Forces militaires
L'armée du gouvernement réformé était dirigée par le ministre de la Pacification Ren Yuandao, et comptait environ 10 000 hommes à sa création, puis 30 000 en 1939. Les Japonais considéraient ces troupes peu fiables en raison de leur mauvaise formation et du manque d'équipement. Une académie militaire fut créée avec une première classe de quelques centaines d'élèves-officiers, afin de former un contingent d'officiers fiables qui n'aient pas servi dans l'Armée nationale révolutionnaire. Mais l'armée resta largement incompétente ; des témoignages rapportent qu'elle a fui des rencontres avec des insurgés. Une petite marine fut créée pour patrouiller les rivières et le littoral avec quelques vaisseaux, sous les ordres d'un amiral transfuge de la marine nationaliste. En outre, une force aérienne devait être créée et des planeurs d'entraînement furent achetés au Japon, mais elle n'était pas encore formée au moment de la fusion du gouvernement.